# 台灣棘鯛
台灣棘鯛（学名：Acanthopagrus taiwanensis），又名台灣黑鯛、臺灣黑鯛、烏格、黑格，為輻鰭魚綱鱸形目鱸亞目鯛科的其中一種，分布於西北太平洋的台灣海域，體長可達26.2公分，棲息在沿海海域。